# Ратушный, Николай Тимофеевич
Николай Тимофеевич Ратушный (1906—1958) — заместитель народного комиссара внутренних дел УССР, генерал-майор (1945).

## Биография
Родился в 1906 году в семье крестьянина-бедняка (отец умер в 1913). Украинец. В КП с 01. 1929. Образование: 4 отд-я начальной земской школы, с.Шаулиха Киев. губ. 1918; вечерняя средняя школа, с.Большая Александровка Одес. обл. 1936; теоретический курс Всесоюз. заоч. фин.-экон. ин-та 1941.
Чернорабочий свеклосовхозов «Лащевая», «Степная» Уманского сахаротре-ста, с.Лащевая, с.Соколовочки Тальновского р-на Уманского окр. 01.1924-03.1928; пред. райземсудкомиссии РИК, мест.Тальное Уманского окр. 03. 1928-11. 1929; на инстр. курсах при Всеукраин. союзе союзов с.-х. кооперации и коллективизации, Харьков 11.1929—06.1930; пред. райколхозсоюза, с.Буки Киев. обл. 06.1930-12. 1932; зав. райфо, Буки 12.1932-01.1934; зав. райфо, порт Хорлы Одес. обл. 01.1934-11.1934; зав. райфо, Большая Александровка 11.1934-08.1935; секретарь райотд-я НКВД, Большая Александровка 08.1935-10.1937; зав. обл. ФО, Николаев 10.1937-11.1938; зам. наркома финансов УССР 11.1938-01.1941.
В органах НКВД-МВД: пом. наркома внутр. дел УССР 01.1941-28.03.1941; зам. наркома внутр. дел УССР 28.03.1941-07.1941; зам. наркома внутр. дел УССР в составе опергруппы, Харьков, Ворошиловград, Сталинград 07.1941 -30.01.1942; зам. наркома внутр. дел УССР по неоперативным отделам, по милиции 30.01.1942-22.05.1943; зам. нач. УПВИ-ГУПВИ НКВД-МВД СССР 22.05.1943-02.09.1948; нач. упр. строит-ва № 791 МВД СССР, Сухуми 02.09.1948-02.1949; уполн. МВД СССР по депортации «кулаков с семьями и семей бандитов и националистов» из ЛатвССР 12.03.1949-18.05.1949; нач. Сев.-Кавказ, окр. УВС МВД СССР 18.05.1949-24.11.1951; зам. нач. УВС МВД СССР по Украин. окр. 24.11.1951-24.07.1952; нач. УВС МВД СССР по Украин. окр. 24.07.1952-05.03.1955; нач. упр. службы МПВО МВД УССР 05.03.1955-04.06.1957; уволен в отставку 04.06.1957 по болезни

### Звания
- капитан ГБ, 29.03.1941 (произведен из мл. лейтенанта);
- майор ГБ, 06.09.1941;
- полковник ГБ, 14.02.1943;
- комиссар ГБ, 14.12.1943;
- генерал-майор, 09.07.1945.

### Награды
- орден Красного Знамени 22.08.1944;
- орден Кутузова 2-й степени 21.06.1945;
- орден Красной Звезды 21.02.1942;
- медали.
- знак «Заслуженный работник НКВД» 04.02.1942 и 19.07.1944.